# António Sanches Branco
António Sanches Branco (Alcobaça, 10 de agosto de 1918 —  Alcobaça, 12 de julho de 2006) foi um filantropo, economista e funcionário superior da Direcção-Geral das Alfândegas, que exerceu as funções de Governador Civil do Distrito Autónomo da Horta nos anos de 1973 e 1974. Foi o último governador civil da Horta durante o Estado Novo e o penúltimo antes da extinção do distrito.

## Biografia
António Sanches Branco nasceu em Alcobaça a 10 de Agosto de 1918, tendo-se licenciado em Ciências Económico-Financeiras em 1947. Cumpriu o serviço militar entre Agosto de 1939 e Março de 1946, como oficial miliciano.
Ingressou nos quadros aduaneiros, tendo desenvolvido uma carreira distinta. Em 1973 foi nomeado Governador Civil do Distrito Autónomo da Horta, nos Açores, cargo que exerceu até 26 de Abril de 1974, quando foi demitido pelo Decreto-Lei n.º 170/74, de 25 de Abril, promulgado na sequência da Revolução dos Cravos.
Durante o seu mandato como Governador Civil da Horta ocorreu o terramoto de 1973, que, por volta do meio dia de 23 de Novembro de 1973, deixou milhares de pessoas sem casa nas ilhas do Pico e Faial.
Regressando a Alcobaça, António Sanches Branco, revelou-se um verdadeiro filantropo, tendo-se dedicado à vida associativa local, ligando-se a causas como a Santa Casa da Misericórdia de Alcobaça, o Centro de Educação Especial, Reabilitação e Integração de Alcobaça (CEERIA) e a Banda de Alcobaça. Fez parte do movimento de elevação de Alcobaça a cidade (1995) e participou nas homenagens ao Maestro Belo Marques (24 de Janeiro de 1987) e a Maria de Lurdes Resende (29 de Abril de 1995)